# جان كريستوف يوكوز
جان كريستوف يوكوز (بالفرنسية: Jean-Christophe Yoccoz)‏‏ (29 مايو 1957 - 3 سبتمبر 2016) هو عالم رياضيات فرنسي. اشتهر بعمله على نظام تحريكي حائز على جائزة وسام فيلدز.

## وصلات خارجية
- جان كريستوف يوكوز على موقع الاتحاد الدولي للشطرنج (الإنجليزية)
- جان كريستوف يوكوز على موقع 365Chess.com (الإنجليزية)
- جان كريستوف يوكوز على موقع Chesstempo.com (الإنجليزية)

- الموقع الرسمي لجائزة وسام فيلدز